# Таловская волость (Богучарский уезд)
Таловская волость — историческая административно-территориальная единица Богучарского уезда Воронежской губернии с центром в слободе Талы.
По состоянию на 1880 год состоял из 11 поселений, 8 сельских общин. Населения — 9862 лица (4886 мужского пола и 4976 — женской), 1216 дворовых хозяйств.
|                       | Площадь, десятин | В том числе пахотной, дес. |
| --------------------- | ---------------- | -------------------------- |
| Сельских общин        | 25017            | 19714                      |
| Частной собственности | 4723             | 2205                       |
| Другой собственности  | 341              | 341                        |
| В общем               | 30081            | 22260                      |

Поселения волости на 1880 год:
- Талы — бывшее государственное село при реке Богучар по 34 верст от уездного города, 5653 лица, 680 дворов, православная церковь, почтовая станция, 4 лавки, 2 постоялых двора, кожевенный завод, 4 ярмарки в год. За 15 верстах — паровая мельница.
- Атаманский (Галуновка) — бывший государственный хутор, 534 лица, 80 дворов.
- Бугаевка — бывшая государственная слобода при реке Богучар, 728 человек, 90 дворов, православная церковь, 12 ветряных мельниц.
- Колесниковка (Стройное) — бывшая государственная слобода, 799 человек, 90 дворов, православная церковь, 17 ветряных мельниц.
- Рудаевка — бывшая государственная слобода, 560 человек, 74 двора, молитвенный дом, 11 ветряных мельниц.

По данным 1900 года в волости насчитывалось 12 поселений с преимущественно украинским населением, 7 сельских обществ, 51 здание и учреждение, 1460 дворовых хозяйств, население составляло 10 298 человек (5243 мужского пола и 5055 — женского).
В 1915 году волостным урядником был Никита Николаевич Бирюков, старшиной — Федор Семенович Евстигнеев, волостным писарем — Николай Павлович Полищук.